# Émile Appay

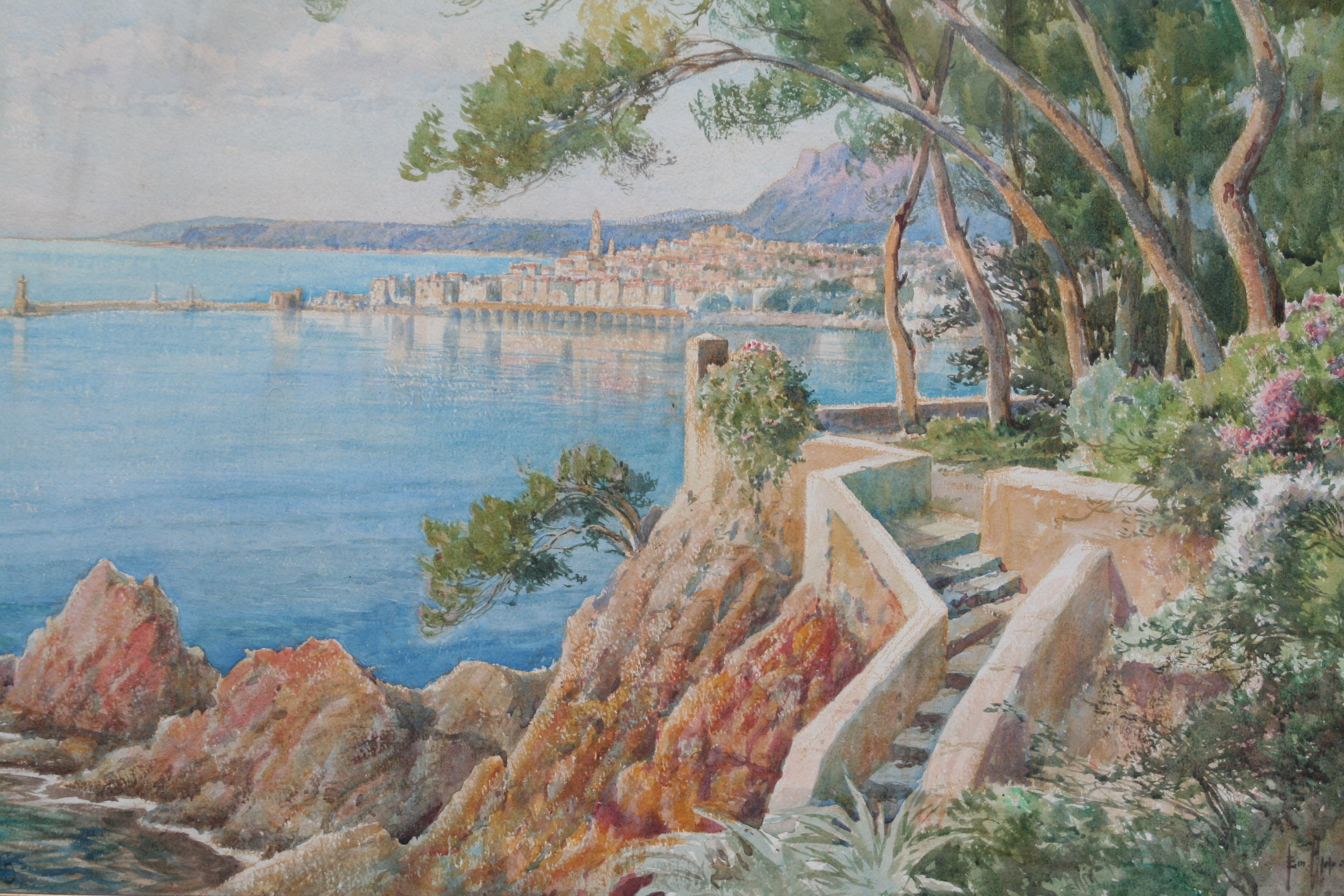
Émile Appay - Menton (70 x 54 cm)

Émile Appay (1876 – 1935) è stato un pittore francese.

## Biografia
Fu allievo di Henri Harpignies (1819-1916) e di Paul Lecomte (1842-1920).

Appay alternò il lavoro nel suo studio a Parigi a numerosi viaggi in Europa e in nord Africa.

Fu contemporaneo e un amico di André Derain

## Attività artistica

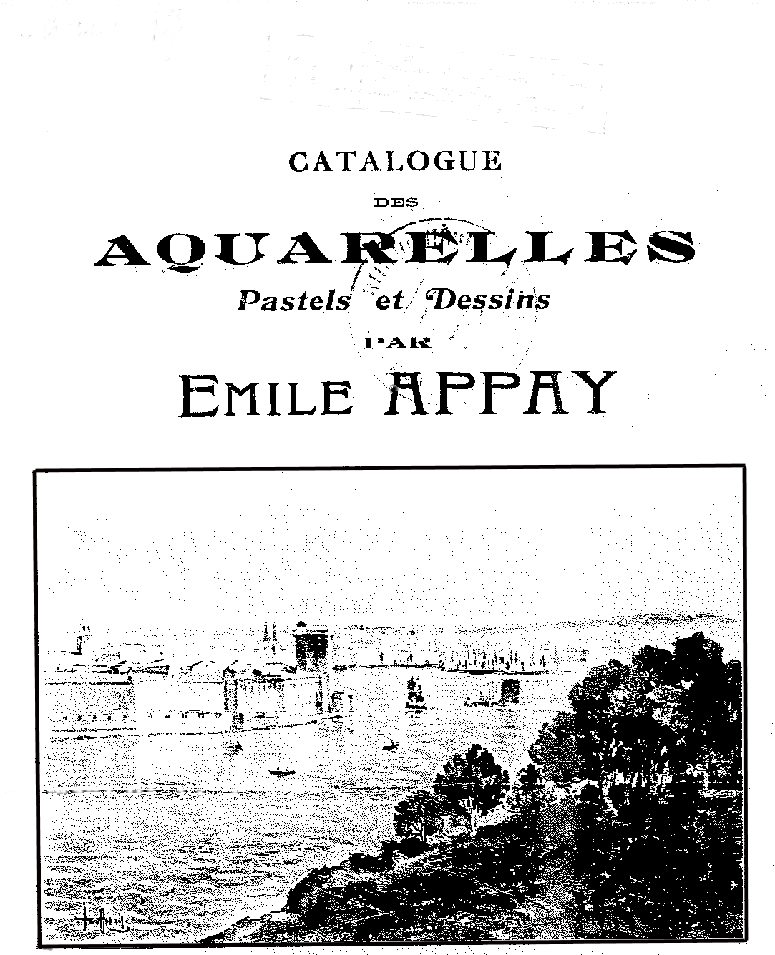
Catalogo Hôtel Drouot - 18 marzo 1919
Immagine: Entrée du vieux port de Marseille

Si dedicò a rappresentazioni di scene di città o paesaggi (acquerello e olio su tela) a metà strada tra il vedutismo e la pittura paesaggistica.
- espose al  Salon des Artistes Français (1910 – 1920).
- Galerie Georges Petit (Parigi)
- Galerie Pierre Le Chevallier (Parigi)
- Galerie Jules Gautier  (Parigi)[1][2]

## Opere
- Le port de Marseille - acquerello (38 x 57 cm)
- Rue des halles et tour Charlemagne à Tours - acquerello (39,5 x 29 cm)
- Pont sur la Seine à Rouen - Peinture, olio su tela (38x55 cm)
- Vue de la Salute, Venise - Peinture, olio su tela (38x55 cm)
- Rue de Louviers animée (Eure) – acquerello (33x44 cm).

pittura di paesaggio
- Le Château Gaillard - Au petit Andely - acquerello (60x75 cm)